# Porsche 550 Spyder
O Porsche 550 foi um carro desportivo produzido pela Porsche durante os anos 1950.
Inspirada pelos pequenos modelos Spyder que surgiam no cenário das corridas da época (particularmente por um pequeno Porsche 356 Spyder desenvolvido por Walter Glöckler em 1951), a fábrica decidiu construir um carro semelhante, seu primeiro projeto dedicado especificamente a competições.ref>«Type 547 engine | Type 550». type550.com (em inglês)</ref>
O 550 ficou conhecido como Spyder ou RS, e deu a Porsche sua primeira vitória geral em uma cometição de grande porte, a Targa Florio de 1956.
Seu sucessor de 1957 e diante, o Porsche 718, foi ainda mais bem sucedido, pontuando na Fórmula 1 até 1963.

## História

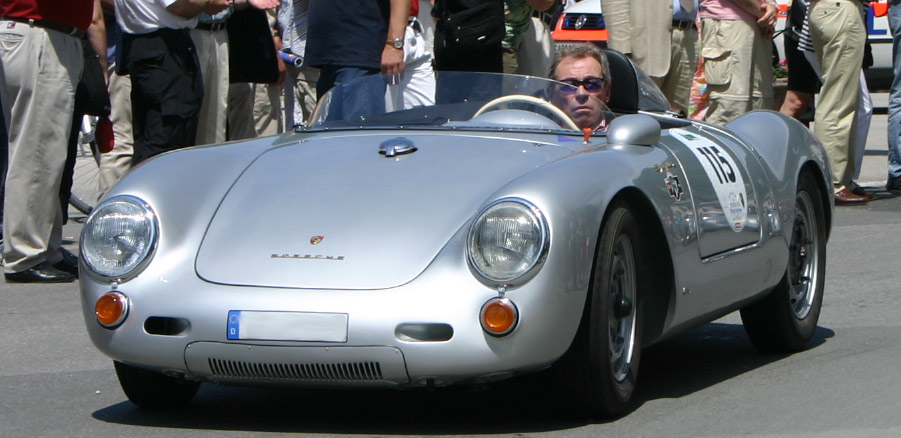
Porsche 550 RS

Lançado em 1952 no Paris Motor Show, o 550 possuía dois lugares, carroceria aberta de alumínio, cobrindo um chassis tubular com motorização central, e motor de 1,5 litros, refrigerado à ar boxer, tudo isso em apenas 550 kg.
Embora dois carros tenham sido produzidos com um motor OHV Volkswagen modificado, o motor "Type 547" da Porsche (desenhado por Dr. Ernst Fuhrmann) foi o padrão para todos os 550s. O motor Fuhrmann era muito avançado para sua época, com quatro comando de válvulas, todos acionados via uma Königswelle pelo virabrequim, ajudando a desenvolver os 110 bhp do carro (muita potência para um carro tão leve). Com o motor que o equipava, o 550 era capaz de desenvolver tanto quanto - e em muitos casos melhor do que - carros Ferrari e Jaguar com motores maiores. O particularmente raro 356 Carrera foi o único modelo standard da Porsche a mais tarde utilizar este motor.
Embora a Porsche já viesse competindo com o 356 por muitos anos, o 550 se diferenciava por ser o primeiro modelo da fábrica desenhado para este propósito. A fábrica promoveu o 550 com muito êxito no circuito internacional, valendo-se principalmente do sucesso nas 24 horas de Le Mans de 1954, onde ele venceu em sua categoria.
Mais tarde naquele ano a Porsche começou a produção de uma série de carros para o consumidor final, construindo 90 unidades antes de substituir o carro pela versão 550A em 1956.
O 550A apresentava várias melhorias sobre o modelo original, incluindo um chassis reforçado, a última versão do motor Fuhrmann, combinado com uma transmissão de cinco velocidades, e uma suspensão traseira multilink, com sobre-esterçamento reduzido e melhor manejo.